# Bonirola
Bonirola (Boniroeula in dialetto milanese) è una frazione del comune di Gaggiano in provincia di Milano, posta ad est del centro abitato, verso Trezzano sul Naviglio.

## Storia
Fu un antico comune del Milanese.
Alla proclamazione del Regno d'Italia nel 1805 risultava avere 187 abitanti. Nel 1809 fu soppresso con regio decreto di Napoleone e annesso a Gaggiano. Il Comune di Bonirola fu quindi ripristinato con il ritorno degli austriaci, venendo però spostato in Provincia di Pavia. Nel 1859 il paese, riportato sotto Milano, risultava salito a 249 abitanti. Un regio decreto di Vittorio Emanuele II del 7 marzo 1869 sciolse definitivamente il comune, annettendolo per sempre a Gaggiano, dalla cui parrocchia dipendeva.